# Elecciones provinciales de Salta de 1962
Las elecciones provinciales de Salta de 1962 tuvieron lugar el domingo 18 de marzo del mencionado año, con el objetivo de restaurar las instituciones democráticas constitucionales y autónomas de la provincia después de la intervención federal realizada por el gobierno de Arturo Frondizi. Se realizaron al mismo tiempo que las elecciones legislativas a nivel nacional. Fueron las decimoquintas elecciones provinciales salteñas desde la instauración del sufragio secreto en el país. Si bien tuvieron lugar durante el período de proscripción del peronismo de la vida política argentina, el gobierno de Frondizi permitió en estas elecciones que se presentaran candidatos peronistas por otros partidos de ideología similar. No existen datos oficiales de las elecciones, al no haberse realizado el escrutinio definitivo por el golpe de Estado del 29 de marzo. Por tanto, solo se tienen datos aproximados publicados por el diario El Tribuno.
En ese contexto triunfó Dante Lovaglio, candidato del Frente Justicialista (FJ), una alianza de distintos partidos de carácter neoperonista, seguido por Arturo Oñativia, de la Unión Cívica Radical del Pueblo, apoyado a su vez por un sector disidente del neoperonista Partido Laborista. La UCRI, oficialista hasta entonces, ocupó el tercer lugar, seguido por la Conjunción Conservadora que lideraba Robustiano Patrón Costas. La participación fue del 94.60% del electorado registrado, la más alta de la historia electoral provincial.
Lovaglio no pudo asumir su cargo debido al golpe de Estado del 29 de marzo, que provocó la intervención de todas las provincias.